# Warped! – A képregénybolt
A Warped! – A képregénybolt (eredeti cím: Warped!) 2022-ben vetített amerikai vígjátéksorozat, amelyet Kevin Kopelow és Heath Seifert alkotott. A főszerepben Kate Godfrey, Anton Starkman, Ariana Molkara és Christopher Martinez látható.
Amerikában 2022. január 16-án, míg Magyarországon a Nickelodeon mutatta be 2022. május 30-án.

## Cselekmény
Milo egy népszerű stréber aki a Warped! nevezetű képregénybolt menedzsere. Milo főnöke felveszi az izgatott és ingerlékeny Rubyt a képregényboltba aki Milo teljes ellentéte, később ennek ellenére összefognak és egy szövetséget alkotnak, hogy barátaikkal megtervezzék a következő nagy képregényüket.

## Szereplők

### Főszereplők
| Szereplő | Színész              | Magyar hang   |
| -------- | -------------------- | ------------- |
| Milo     | Anton Starkman       | Ács Balázs    |
| Ruby     | Kate Godfrey         | Hermann Lilla |
| Darby    | Ariana Molkara       | Boldog Emese  |
| Hurley   | Christopher Martinez | Boldog Gábor  |

### Mellékszereplők
- Ren - Bak Julianna
- Carl - Czető Ádám
- Aiden - Kelemen Noel
- Evangeline - Mayer Szonja
- Wilson - Renácz Zoltán
- Owen - Tóth Roland
- Chuck - Tóth Viktor

### Magyar változat
- Magyar szöveg: Dame Nikolett
- Szinkronrendező: Gaál Erika, Sárközi Anita
- Gyártásvezető: Baranyai Zsuzsanna Kinga

A szinkront a Labor Film Szinkronstúdió készítette.

## Epizódok
| #   | Eredeti cím       | Magyar cím         | Rendezte               | Írta                           | Eredeti premier   | Magyar premier a -on | Magyar premier a -en | Gyártási kód |
| --- | ----------------- | ------------------ | ---------------------- | ------------------------------ | ----------------- | -------------------- | -------------------- | ------------ |
| 1.  | Pilot!            | A csizma           | Jonathan Judge         | Kevin Kopelow és Heath Seifert | 2022. január 16.  | 2022. május 30.      | 2022. november 21.   | 101          |
| 2.  | Challenged!       | A kihívás          | Jonathan Judge         | Kevin Kopelow és Heath Seifert | 2022. január 20.  | 2022. május 31.      | 2022. november 22.   | 102          |
| 3.  | Duped!            | Az átverés         | Trevor Kirschner       | Kevin Kopelow és Heath Seifert | 2022. január 27.  | 2022. június 1.      | 2022. november 25.   | 105          |
| 4.  | Space-Conflicted! | A zűrkonfliktus    | Leonard R. Garner, Jr. | Jeny Quine                     | 2022. február 3.  | 2022. június 2.      | 2022. november 29.   | 107          |
| 5.  | Sandwiched!       | A szendvics        | Jonathan Judge         | Joey Manderino                 | 2022. február 10. | 2022. június 3.      | 2022. november 23.   | 103          |
| 6.  | Plagiarized!      | A plágium          | Wendy Faraone          | Tim Barnes                     | 2022. február 17. | 2022. június 6.      | 2022. december 1.    | 109          |
| 7.  | Creeped!          | A félsz            | Trevor Kirschner       | Liz Magee                      | 2022. február 24. | 2022. június 7.      | 2022. november 24.   | 104          |
| 8.  | Recorded!         | A hangfelvétel     | Leonard R. Garner, Jr. | Heath Seifert és Kevin Kopelow | 2022. március 3.  | 2022. június 8.      | 2022. november 30.   | 108          |
| 9.  | Limited!          | Limitált darabszám | Wendy Faraone          | Philippe Iujvidin              | 2022. március 10. | 2022. június 9.      | 2022. november 28.   | 106          |
| 10. | Raccooned!        | A mosómedve        | Trevor Kirschner       | Tim Barnes                     | 2022. március 17. | 2022. június 10.     | 2022. december 6.    | 112          |
| 11. | Hired!            | Az új alkalmazott  | Morenike Joela Evans   | Liz Magee                      | 2022. március 24. | 2022. június 13.     | 2022. december 2.    | 110          |
| 12. | Talented!         | A tehetségkutató   | Jonathan Judge         | Jeny Quine                     | 2022. március 31. | 2022. június 14.     | 2022. december 7.    | 113          |
| 13. | Finished!         | A képregény        | Morenike Joela Evans   | Joey Manderino                 | 2022. március 31. | 2022. június 15.     | 2022. december 5.    | 111          |

## A sorozat készítése
2020. október 23-án bejelentették, hogy a Nickelodeon berendelte a Warped! című vígjátéksorozatot amelyet Kevin Kopelow és Heath Seifert készített. A sorozat vezető producerei Kevin Kopelow, Heath Seifert és Kevin Kay. A bevezető epizódot Jonathan Judge rendezte. 2021. december 20-án bejelentették, hogy a sorozat premierje 2022. január 20-án lesz azonban a sorozatot 2022. január 16-án mutatta be a Nickelodeon.